# Bernardino Ramazzini

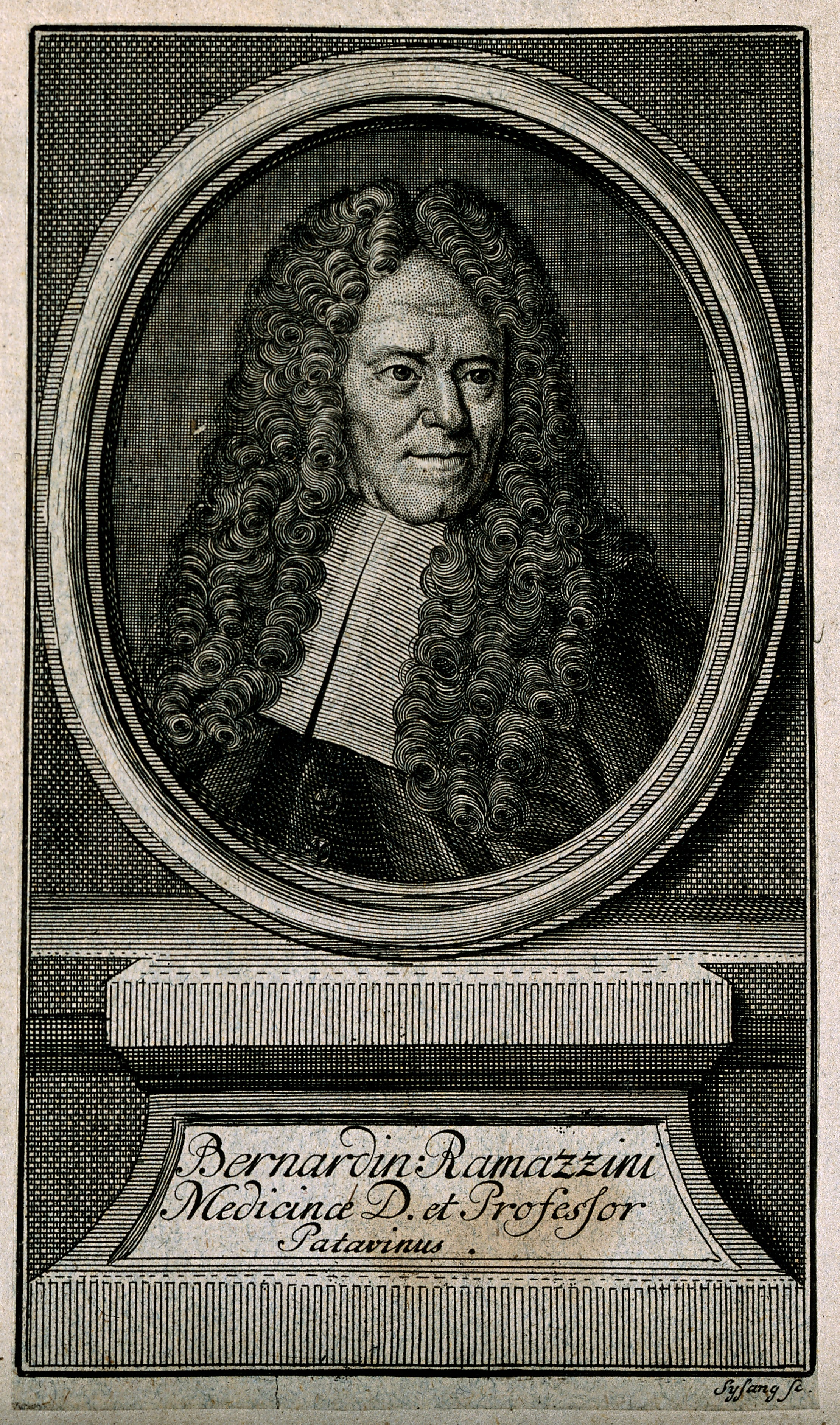
Gravyr föreställande Bernardino Ramazzini.

Bernardino Ramazzini ['bernardino ramat'tsini], född 4 oktober 1633 i Carpi, död 5 november 1714 i Padua, var en italiensk läkare.
Ramazzini var en tidig förespråkare för användandet av cinchonabark (från vilken kinin utvinns) vid behandlingen av malaria. Hans viktigaste bidrag till medicinen var hans bok om yrkesrelaterade sjukdomar, De Morbis Artificum Diatriba ("Arbetares sjukdomar") från år 1700. Han kallas ofta "yrkesmedicinens fader".